# هگیاس
هگیاس (یونانی: Ἡγίας) فیلسوف نوافلاطونی اهل امپراتوری بیزانس بود که در قرن پنجم و ششم می‌زیست. ممکن است نوه یا نبیره پلوتارک، بنیان‌گذار آکادمی نوافلاطونی در آتن بوده باشد. هگیاس زمانی که پروکلس پیر بود در مدرسه آتن زیر نظر او درس خواند. پروکلس نیز لطف بزرگی به او نشان داد و او را شایسته شنیدن سخنرانی‌هایش در مورد وخشور دانست.
پس از مرگ پروکلس در سال ۴۸۵، مارینوس رئیس مدرسه شد. به‌نظر می‌رسد که هگیاس به‌عنوان یک شخصیت برجسته در مدرسه، در بسیاری از مسائل اعتقادی با مارینوس و شاگردش ایزیدور مخالفت کرده است. پس از مرگ مارینوس، ایزیدور استاد جدید شد، اما مدت زیادی در این سمت را نماند. ممکن است هگیاس رئیس جدید مدرسه شده باشد، در هر صورت مدرسه به دست‌به‌دست شدن ادامه داد. داماسکیوس که در این زمان در مدرسه دانش‌آموز بود، هگیاس را در کتاب زندگی ایزیدور به‌شکلی بسیار نامطلوب معرفی می‌کند. هگیاس به‌شدت بر تشریفات مذهبی تأکید می‌کرد، «می‌خواست بیش از هر چیز مقدس باشد، … او از روی غیرت، بسیاری از چیزهای کهن را تغییر داد». فعالیت‌های مذهبی او دشمنانی ایجاد کرد. بیش از این دیگر چیزی از هگیاس در دست نیست. رئیس بعدی آکادمی دماشیوس بود.